# Grote Scheldeprijs 1988
Il Grote Scheldeprijs 1988, settantaquattresima edizione della corsa, si svolse il 26 aprile per un percorso di 252 km, con partenza ed arrivo a Schoten. Fu vinto dall'olandese Jean-Paul van Poppel della squadra Superconfex-Yoko davanti al belga Eddy Planckaert e all'altro olandese Hans Daams.

## Ordine d'arrivo (Top 10)
| Pos. | Corridore            | Squadra     | Tempo    |
| ---- | -------------------- | ----------- | -------- |
| 1    | Jean-Paul van Poppel | Superconfex | 6h12'00" |
| 2    | Eddy Planckaert      | ADR         | s.t.     |
| 3    | Hans Daams           | PDM         | s.t.     |
| 4    | Marcel Arntz         | Caja Rural  | s.t.     |
| 5    | Frank Pirard         | Sigma-Fina  | s.t.     |
| 6    | Wiebren Veenstra     | Hitachi     | s.t.     |
| 7    | Eric Vanderaerden    | Panasonic   | s.t.     |
| 8    | Werner Devos         | Roland      | s.t.     |
| 9    | Marnix Lameire       | ADR         | s.t.     |
| 10   | Hendrik Redant       | Isoglass    | s.t.     |